# Julieta Palavicini
Julieta Palavicini (Ciudad de México; 3 de noviembre de 1916 - Ciudad de México; 27 de febrero de 1991) fue una actriz mexicana que trabajó en teatro y cine como personaje de reparto en la Época de Oro del cine mexicano.

## Biografía
Estuvo casada con el actor Julián Soler perteneciente a la Dinastía Soler y fue madre del también actor Fernando Soler Palavicini, Irene, Julián, y Juan Manuel. Hija del director de El Universal, Félix Fulgencio Palavicini Loría el cual fue un ingeniero, periodista, escritor y político tabasqueño, que participó en la Revolución mexicana editando varias publicaciones a favor del antirreeleccionismo en el país. De ideas progresistas, se afilió al maderismo y fue diputado por su natal Tabasco. También fue diputado en el Congreso Constituyente en Querétaro donde se promulgó la Constitución de 1917 (divulgó la idea del Congreso Constituyente por orden de Venustiano Carranza). Fue fundador de diversos periódicos y ocupó varios cargos públicos, en Veracruz con el gobierno de Venustiano Carranza, y en la Ciudad de México, en donde falleció en 1952.

## Carrera

### En el teatro
Dos meses después de debutar como actriz en la Compañía de Fernando Soler fundó su propia compañía, con la que presentó una temporada en el Teatro Virginia Fábregas.
En abril de 1934 se dio a conocer como parte de la Compañía Soler en la presentación de las obras Romance y ¿Quién soy yo?, ambas de Juan Ignacio Luca de Tena. En junio de ese mismo año presentó la temporada de la Compañía de Comedias Selectas Julieta Palavicini, con la que estrenó las obras Mi bebé, Un adulterio decente y No juguéis con esas cosas... (1936). 
Posteriormente formó parte de las Compañías de María Tereza Montoya, Fernando Soler y de una empresa titulada Artistas Unidos S.A., con la que presentó las obras Los siete ahorcados y La fuga (ambas en 1938). Participó también en las primeras temporadas de radioteatros que se transmitieron bajo el título de Teatro del aire, que dirigía Armando de María y Campos. 
Otras de las obras en las que intervino como actriz fueron: ¿Quién soy yo? (1936), Romance (1936), La esclava errante (1936), Amor y diplomacia (1936), La amenaza roja (1936), Mi bebé (1936), El río dormido (1937), Los siete ahorcados (1938), y La fuga (1938).
En la temporada teatral de abril a junio de 1936, María Tereza Montoya y Fernando Soler interpretarían Del brazo y por la calle, del chileno Armando Moock, que se constituiría en el éxito más sonado de esa temporada, en la que, por cierto, marcó el debut de Julieta Palavicini, la hija del director de El Universal y quien más tarde sería esposa de Julián Soler.

### En el cine
Aunque realizó pocas cintas cinematográficas, alternó en la pantalla grande con las principales figuras de los inicios del cine mexicano como con Prudencia Griffel en Mi madrecita. y con Andrea Palma y su cuñado Domingo Soler en La mujer del puerto.

## Filmografía
- 1950 Gemma
- 1940 Amor de mis amores
- 1940 Mi madrecita ... Enriqueta
- 1935 Sueño de amor ... George Sand
- 1934 La mujer del puerto ... Mujer con novio de Rosario